# フェラーリ・F187
フェラーリ・F187 (Ferrari F187) は、スクーデリア・フェラーリが1987年のF1世界選手権用に開発したフォーミュラ1カー。設計担当者はグスタフ・ブルナー。ハーベイ・ポスルスウェイトとジョン・バーナードによって熟成開発が施された。1988年のF1世界選手権では改良版のF187/88Cが使用された。

## F187

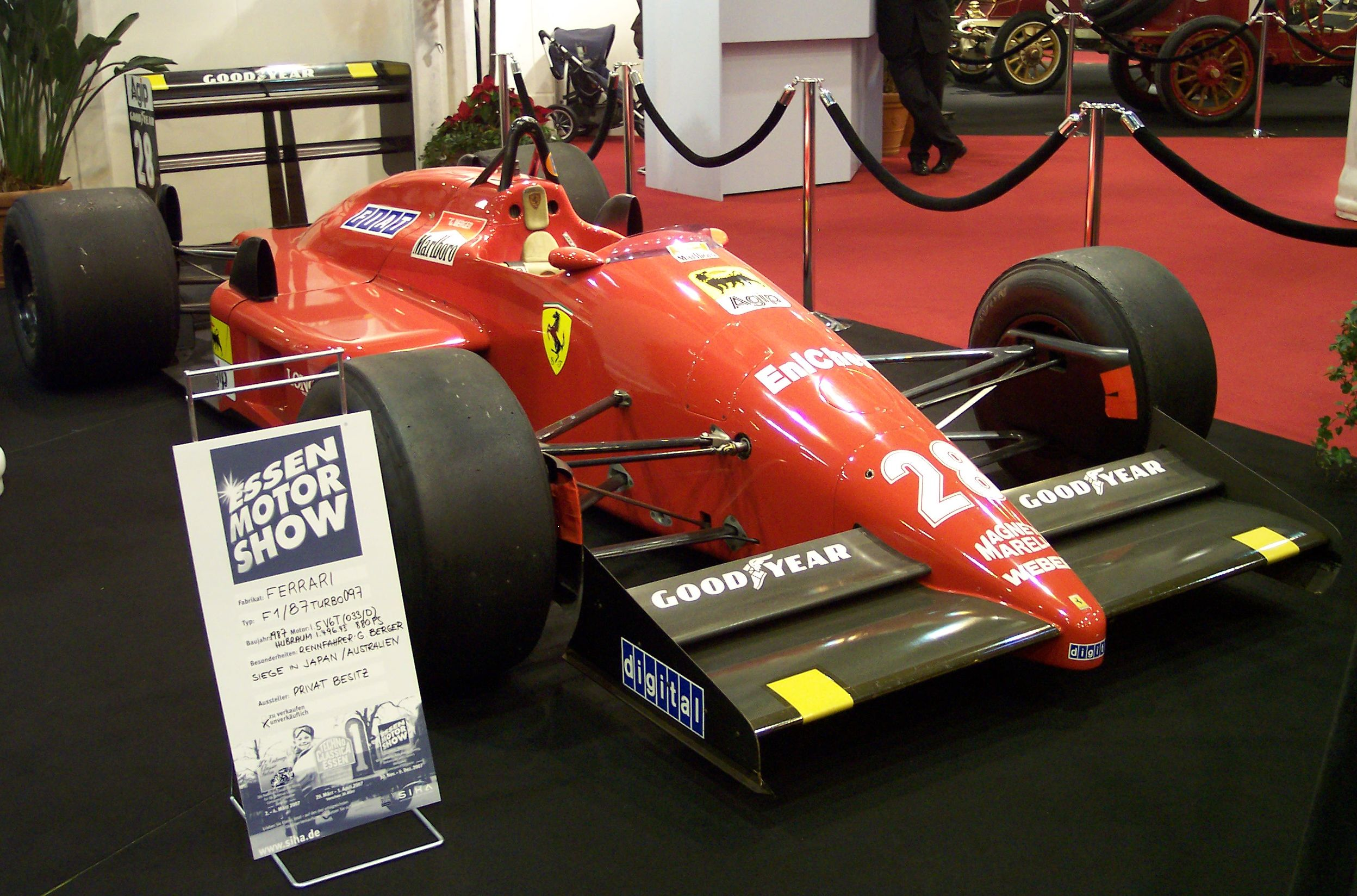
F187のベルガー車

1986年初頭にフェラーリに加入し1987年用マシンを任されたデザイナー、グスタフ・ブルナーが設計。F187は1987年シーズン用として完全に新設計された。1987年のフェラーリについて最大の関心事は、マクラーレンで成功を収めたマシンデザイナー、ジョン・バーナードの移籍加入であり、前年未勝利に終わったフェラーリにどのような効果をもたらすのかに注目が集まっていた。
しかし1987年用のマシンについてバーナードは「私が入った'86年末には既にF187の基本レイアウトは完成していた」と述べており、基本コンセプトへの関与を否定している。ブルナーはハーベイ・ポスルスウェイトによるフェラーリの前作F186よりもF187のエンジンカウルをタイトにスリム化し、リアウィングの効率が高められたほか、これまで広い面積を取っていた冷却機器類の見直しによりサイドポンツーンもコンパクトかつ低く設計。この結果車体は全体的に前年のF186よりも低いフォルムとなった。
V6ターボエンジンも完全新設計され、バンク角は前年までの120度から90度へと変更され、シリンダーブロックの材質もアルミ合金から鋳鉄に改められた。ポップオフバルブの装着義務化によりターボ過給圧が4バールに制限されたが、予選では950馬力、決勝では880馬力を発生。前年型エンジンより30馬力パワーアップを達成しているとされた。ターボチャージャーはF186と同じくギャレット製ツインターボを装備しウェーバー・マレリ製の電子燃料噴射を採用。ディフューザーの形状を優先した結果、ギアボックスも312Tシリーズ以来使用していた横置きから縦置きに変更された。コクピット内のメーター類はF186から継承し、アナログタコメータが廃されたマニエッティ・マレリ製デジタルディスプレイのみのシンプルなものを採用した。
F187は1987年3月にイモラで公開シェイクダウンが行われ、その姿を見たイギリスのマスコミ陣からは「車体後部がマクラーレン、ノーズからコクピットがウィリアムズをコピーして赤く塗ったマシンだ」と評され、”マクウィリアムズ”とのニックネームで報じられた。
シーズン開幕後、設計したブルナーは序盤第3戦にしてフェラーリを離脱、以後はハーベイ・ポスルスウェイトが開発を引き継ぎ、レース現場でのエンジニアリングを担当し改良を加えていく体制となった。なお、ブルナーが移籍先のリアルで翌1988年に発表したARC1は、ブルナーにとって前作であるF187に似たフォルムを持っていたことから「青いフェラーリ」の異名をとった。
バーナードはイギリスを拠点とし「GTO（ギルフォード・テクニカル・オフィス）」にて自然吸気V12エンジン用の開発コードネーム639（1987-88年当時はF188とも報じられた）の先行開発を担当し、F187の開発はポスルスウェイトが担当する完全分業制が基本となっていたが、グランプリの現場では技術監督としてバーナードが帯同して仕切っていた為F187の開発にも関与、「エンジンには改良の余地が多い、新しいシリンダーヘッドと、特にエンジン・マネージメントシステムは私がやっているNAマシンの開発から流用できるので私がやると思う。」「クランクシャフトやボア×ストロークの変更はすぐにやるべきだと考えている」「私は前のGPからF187の空力改良ばかり考えて投入したけど、1週間のインターバルでは効果が出なかった（イギリスGP予選終了後談）」などバーナード発案でF187に施された変更を記者にコメントした例がある。
F187は、シャシーナンバー95から101までの7台が製造された。また、シャシーナンバー101は、1988年のメキシコ、カナダ、アメリカの各GPでスペアカーとして使用された。

### スペック (F187)

#### シャーシ (F187)
- シャーシ名 F187
- ホイールベース 2,800 mm
- 前トレッド 1,796 mm
- 後トレッド 1,668 mm
- ブレーキキャリパー　ブレンボ
- ブレーキディスク／パッド　ブレンボ／SEP
- タイヤ グッドイヤー
- ギヤボックス 6速縦置マニュアル

#### エンジン (F187)
- エンジン名 Tipo033
- 気筒数・角度  V型6気筒ターボ・90度
- シリンダーブロック 鋳鉄製
- スパークプラグ チャンピオン
- 燃料・潤滑油 Agip

- - スペックは、AUTOCOURSE 1987-88 (Hamilton, Maurice, ed (1987). Autocourse 1987-88. Hazleton Publishing. pp. pp.226-229. ISBN 0-905138-47-3)より

### 成績 (F187)
シーズン中盤まで信頼性が極めて低く、年間では2台あわせて出走32回中19回のリタイアを喫した。ミケーレ・アルボレートは11ものレースで完走できなかったが、全てマシントラブル（ターボトラブル3回、エンジン4回、ギアボックス3回、サス関連1回）によるものであり、ゲルハルト・ベルガーのリタイヤ原因もターボトラブルが3回、エンジン本体のトラブルが3回、ギアボックス1回、サス関連1回と、F187は完走能力の欠如が大きな短所であった。
エンジントラブル多発の対策として第6戦フランスGPからエンジンマネージメントシステムが一新された。第8戦西ドイツGPで投入した新型リアウイングの効果が良好でマシンバランスが良化し、8月の第9戦ハンガリーGPの予選でベルガーが2位フロントローを獲得し、決勝でもテクニカルなハンガロリンクで前を走るナイジェル・マンセルのウィリアムズ・FW11Bより速く走れていると確認できたことで「F187には優勝できるポテンシャルがあると自信を持った。」とベルガーが発言するなど調子が上向き始める。
第12戦ポルトガルGPではベルガーが自身初のPPを獲得（決勝は2位）。スペインGPからはそれまでサイドポンツーン上面に這うように設けられていたF187のターボ吸入口が、F186まで採用されていたシュノーケルダクトが上に突き出ているタイプへと戻された。第14戦メキシコGPでは高地対策も兼ねてターボユニット一式を変更されるなど、シーズン終盤となっても毎戦改良が加えられた。
第15戦日本GPでは、ベルガーがポールトゥーウィンを達成、低迷期を過ごしていたフェラーリチームに2年ぶりのF1勝利をもたらす。このレースではアルボレートも決勝スタートを失敗しながらベルガーと同等のペースで追い上げて4位に入った。さらに続く最終戦オーストラリアGPもベルガーがポールトゥーウィンで完勝、2位でゴールしたロータスのアイルトン・セナが失格となったためアルボレートが2位に繰り上がり、フェラーリのワンツーフィニッシュとなる最高の形でシーズンを締めくくった。なお、ベルガーは第9戦のフロントロウ獲得以後は最終戦までの8レース全てで予選3位以内に入る好成績をF187で残した。
| 年   | No. | ドライバー             | 1   | 2   | 3   | 4   | 5   | 6   | 7   | 8   | 9   | 10  | 11  | 12  | 13  | 14  | 15  | 16  | ポイント | ランキング |
| ---- | --- | ---------------------- | --- | --- | --- | --- | --- | --- | --- | --- | --- | --- | --- | --- | --- | --- | --- | --- | -------- | ---------- |
| 1987 |     |                        | BRA | SMR | BEL | MON | DET | FRA | GBR | GER | HUN | AUT | ITA | POR | ESP | MEX | JPN | AUS | 53       | 4位        |
| 1987 | 27  | ミケーレ・アルボレート | 8   | 3   | Ret | 3   | Ret | Ret | Ret | Ret | Ret | Ret | Ret | Ret | 15  | Ret | 4   | 2   | 53       | 4位        |
| 1987 | 28  | ゲルハルト・ベルガー   | 4   | Ret | Ret | 4   | 4   | Ret | Ret | Ret | Ret | Ret | 4   | 2   | Ret | Ret | 1   | 1   | 53       | 4位        |

- 太字はポールポジション、斜字はファステストラップ

## F187/88C

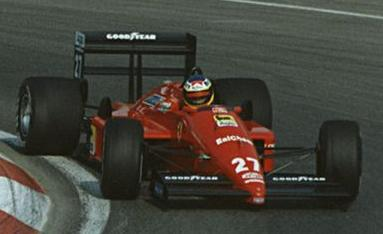
アルボレートがドライブするF187/88C

1.5リッターターボ最終年を迎えた1988年、フェラーリはニューマシンではなくF187を1988年レギュレーションに対応させて参戦することした。この年から「ペダル類は前車軸よりも後方に位置する」というフットボックス規定が導入されたが、1987年モデルを継続的に使用する場合に限り、この規定が適用されなかった。外見からは前年からの変更点が無いようにも思われたが、エアロダイナミクスの改善を求めてエンジンカウルが若干低められており、アンダートレイ最後部のディフューザーもその跳ね上げ角度がタイヤに近い部分と中央部で段差のある物が導入されるなど、細部の変更点があった。ターボ吸入口の形状は前年終盤同様シュノーケルダクトタイプが継続された。
レギュレーションによりターボエンジンへの規制がより厳しくなり、ターボ過給圧が2.5バールに制限されたため、出力は予選では630馬力、決勝では620馬力へと前年より減少した。
テクニカルディレクターのバーナードは、エンツォ・フェラーリから「今までに無い革新的なマシンを作って欲しい」との要望を受けて製作する、自然吸気V12エンジンとセミオートマチックギアボックスを搭載する新車「639」をイギリスのGTOで完成させることがメインの仕事となっていた。開幕前テストでバーナードは「開幕戦は2.5バールターボのF187で出る。これは決定している。しかしその後は決まっていない」と発言し、2月には639の1台目が完成予定とも述べたため「フェラーリは'88シーズン途中からはV12NAエンジンの新車をデビューさせて参戦する」と報道された。
4月にブラジルGPで'88シーズンが開幕すると、前年後半からのF187シャシーの好調は持続されており、ベルガーも4戦目までを終えて「シャシーは素晴らしい。一番良いシャシーを持ってるチームだと言ってもいい。しかし2.5バール化されたエンジンがパワーも燃費もホンダに敵わない。」と課題がエンジンにあるとコメントした。メキシコGPではターボチャンバー形状にホンダの物から影響を受けた改良を加えパワーアップを試みていたが、カナダGPではさらにピストンも新設計となりパワーアップした新エンジンを導入。予選初日の最高速でフェラーリの2台が1-2位を占めるなどアルボレートが「これでやっとシーズン開幕という感じ」と満足度を語った。一方でベルガーは「予選は良くなった。でも燃費がまだホンダと同じ次元にはないので、決勝ではまだ彼らとは戦えない。」とシーズンをリードするマクラーレン・ホンダとの差を述べた。
第7戦フランスGPでは、ホンダエンジンと差のある部分となっていた燃費の向上を目指して「イギリスGPからエンジンマネージメント・システムのプログラム変更が計画されている」と技術監督のバーナードがコメントするが、このグランプリ期間中に前年からF187/88Cの開発担当チーフを務めてきたポスルスウェイトがフェラーリを離れ、8月からティレルへと移籍することが発表された。その翌週にはバーナードがメインの任務として注力し、5月からテスト走行が始められていた次期車両「639」がマスコミ向けに公開されるなど、F187/88Cの開発が終了に向かっていることが表面化したが、この639の記者発表時にバーナードが「このマシンが今季中に実戦デビューすることはない。今年は最後までターボでやることが決まった。」と述べたことで、開幕前からささやかれてきた'88年の自然吸気V12デビュー説は公式に打ち消された。
これ以後F187/88Cに目立ったモデファイはなく、同年にウィリアムズが使用したのに似た車高調整に特化した簡易的なアクティブサスペンションの実戦テストがF187/88Cで幾度か行われた。
第12戦イタリアGPでは、639でテストされていたフロントのハイドロリック・ダンパーをF187/88Cに組み込み、前出のリアクティブ機構を含めた新しいフロント車高調整システムの実走テストを試みた。このほかフィオラノでのプライベートテストでは、F187/88Cのシャシーに3.5L V12自然吸気エンジンを搭載した仕様でのエンジンテストがベルガ―とロベルト・モレノによって行われた。
F187/88Cは、シャシーナンバー102から104までの3台が製造された。

### スペック (F187/88C)

#### シャーシ (F187/88C)
- シャーシ名 F187/88C
- ホイールベース 2,800 mm
- 前トレッド 1,796 mm
- 後トレッド 1,668 mm
- ブレーキキャリパー　ブレンボ
- ブレーキディスク／パッド　ブレンボ／SEP
- タイヤ グッドイヤー
- ギヤボックス 6速縦置マニュアル

#### エンジン (F187/88C)
- エンジン名 Tipo033/B
- 気筒数・角度  V型6気筒ターボ・90度
- シリンダーブロック 鋳鉄製
- スパークプラグ チャンピオン
- 燃料・潤滑油 Agip

- - スペックは、AUTOCOURSE 1988/89 (Henry, Alan, ed (1988). Autocourse 1988/89. Hazleton Publishing. pp. pp.226-229. ISBN 0-905138-57-0)より

### 成績 (F187/88C)
マクラーレンは新規格のシャシーにホンダ製ターボエンジンを搭載するMP4/4を開発し、開幕戦から破竹の連勝を続けた。フェラーリはマクラーレンに置き去られるだけでなく、NAエンジン車にポジションを脅かされることもあった。また、総帥エンツォ・フェラーリの体調悪化によりチーム内の統率系統が混乱し、主要技術者の離脱が相次いだ。
苦闘の中で、地元イタリアGPでは幸運が訪れた。首位を走行していたマクラーレンのアイルトン・セナが周回遅れと絡んでリタイアし、ベルガーとアルボレートがワンツーフィニッシュを果たした。前月に死去したエンツォへの弔いの勝利となり、また、マクラーレンのシーズン16戦全勝を阻止する1勝にもなった。
| 年   | No. | ドライバー             | 1   | 2   | 3   | 4   | 5   | 6   | 7   | 8   | 9   | 10  | 11  | 12  | 13  | 14  | 15  | 16  | ポイント | ランキング |
| ---- | --- | ---------------------- | --- | --- | --- | --- | --- | --- | --- | --- | --- | --- | --- | --- | --- | --- | --- | --- | -------- | ---------- |
| 1988 |     |                        | BRA | SMR | MON | MEX | CAN | DET | FRA | GBR | GER | HUN | BEL | ITA | POR | ESP | JPN | AUS | 65       | 2位        |
| 1988 | 27  | ミケーレ・アルボレート | 5   | 18  | 3   | 4   | Ret | Ret | 3   | 17  | 4   | Ret | Ret | 2   | 5   | Ret | 11  | Ret | 65       | 2位        |
| 1988 | 28  | ゲルハルト・ベルガー   | 2   | 5   | 2   | 3   | Ret | Ret | 4   | 9   | 3   | 4   | Ret | 1   | Ret | 6   | 4   | Ret | 65       | 2位        |

- 太字はポールポジション、斜字はファステストラップ